# Simin Han
Simin Han (en serbe cyrillique : Симин Хан) est une localité de Bosnie-Herzégovine. Elle est située sur le territoire de la ville de Tuzla, dans le canton de Tuzla et dans la fédération de Bosnie-et-Herzégovine. Selon les premiers résultats du recensement bosnien de 2013, elle compte 2 621 habitants.

## Géographie
La localité est située à la confluence de la Požarnica et de la Jala, un affluent de la Spreča.

## Démographie

### Évolution historique de la population dans la localité
| 1948 | 1953 | 1961 | 1971  | 1981  | 1991  | 2013  |
| ---- | ---- | ---- | ----- | ----- | ----- | ----- |
| -    | -    | 797  | 1 413 | 1 599 | 2 309 | 2 621 |

|  |

### Communauté locale
En 1991, la communauté locale de Simin Han comptait 3 341 habitants, répartis de la manière suivante :